# Njiverce
Njiverce so naselje v Občini Kidričevo. Naselje se nahaja v tradicionalni pokrajini Štajerska in spada v Podravsko statistično regijo.
Med prvo svetovno vojno leta 1915 so na zapuščenem lokalnem pokopališču pokopali 2340 vojakov različnih narodnosti. Leta 1917 so na tem mestu zgradili majhno neobaročno kapelo.
Občina Kidričevo s svojimi 72 km2 zajema 18 naselij s preko 6.800 prebivalci. Tretje po številu prebivalcev za Kidričevim in Apačami je naselje Njiverce, ki šteje 590 prebivalcev.
Od tega je 289 moških in 301 žensk. Naselje šteje 204 gospodinjstev s povprečno 2.9 članov. 590 prebivalcev pa živi v 214 stanovanjih.
Novo, moderno naselje je začelo nastajati po letu 1970 med naseljem Kidričevo in vasjo Njiverce (V od Kidričevega in SV od Taluma) z izgradnjo individualnih stanovanjskih enot s povprečno površino parcel od 6 do 8 arov. Takratna Krajevna skupnost je v prvi parcelaciji razmerila 20 parcel. Prve parcele so bile razmerjene ob današnji Proletarski ulici, nato pa se je novi del naselja vedno hitreje širil v smeri JV. V tem času je že stalo ob današnji Cesti v Njiverce (ob gozdu) nekaj stanovanjskih hiš, ki jih danes prenovljene in urejene težko prepoznamo. Danes se je novi del Njiverc praktično že razširil do starega dela vasi. Stari del Njiverc meji na sosednjo Občino Hajdina, omeniti pa moram še bodočo novo avtocesto, ki bo potekala v neposredni bližini naselja.
Ko govorimo o legi Njiverc moram opozoriti na smeri vetrov ki pihajo v tem delu Dravskega polja. V poletnem času prevladujejo predvsem JZ vetrovi, ki prinašajo iz smeri IC Talum dim in pline, ki so posledica industrijske proizvodnje. 
Njiverčani se vedno bolj istovetijo s svojim naseljem, kar dokazuje želja po večji organiziranosti ljudi, urejenosti naselja in načrtov. Mnenje krajanov je (glede na velikost in število prebivalcev ter drugih elementov), da bi moral ta prostor imeti večjo vlogo v lokalni upravi, več pa bi se moralo v ta prostor tudi vračati. Vračati v smislu deleža, ki ga namenjajo krajani Njiverc v skupno blagajno občine in na načelu enakomernega razvoja celotne Občine Kidričevo.